# 1858 v športu
1858 v športu.

## Bejzbol
All New York Nines in All Brooklyn Nines odigrajo tri tekme, All New York Nine zmagajo prvo in tretjo. Ta serija tekem je velik napredek za komercializacijo bejzbola.

## Veslanje
Regata Oxford-Cambridge - zmagovalec Cambridge

## Rojstva
- 15. oktober - John L. Sullivan: ameriški boksar